# قلعة سفيد (إسفراين)
قلعة سفيد (بالفارسية: قلعه سفید) هي قرية تقع في قسم ميلانلو الريفي (مقاطعة إسفراين) في إيران. يقدر عدد سكانها بـ 184 نسمة بحسب إحصاء 2016.